# Daniel Pollock
Daniel Pollock (1969 - 1992) fue un actor australiano, conocido por su papel como Davey en la película australiana de 1992 Romper Stomper, que incluía a Russell Crowe.
Pollock asistió a Swinburne Senior Community School en el suburbio de Melbourne en Hawthorn, Victoria, a mediados de la década de los 80. Actuó en películas tales como Lover Boy (1989), Nirvana Street Murder (1990), Death in Brunswick (1991) y Proof (1991), a pesar de que era un conocido adicto a la heroína.
La última actuación de Pollock fue en la película Romper Stomper, durante la cual mantuvo un romance con la coprotagonista Jacqueline McKenzie. Se suicidó lanzándose bajo un tren en Sídney antes de que Romper Stomper fuera estrenada. Russell Crowe escribió en 2001 una canción ,"The Night that Davey Hit the Train", sobre su muerte.